# Ivan Fuksa
Ivan Fuska, né le 15 juillet 1963 à Příbram, est un homme politique tchèque membre du Parti démocratique civique (ODS).